# 佐米民主代表大会
佐米民主代表大会（縮寫 ZCD），又称佐米民主联盟（缅甸语名），是缅甸的一个政党。该党的大部分援助来自曾是左米民族代表大会总部的欽邦。该党在其的总部和据点的栋赞镇区、梯顶镇区最受欢迎。该党有15000名钦邦党员。

## 历史
佐米民主代表大会前身为1972年在印度曼尼普尔邦Daizang村成立的佐米民族代表大会（Zomi National Congress，缩写ZNC）。佐米民族代表大会由T. Gougin,和S. K. Samte领导。该组织为印度和缅甸的佐米人民的统一而进行了竞选，并向当时的印度總統瓦拉哈吉里·文卡塔·吉里提交了一份备忘录。1988年5月19日至21日，佐米民族代表大会在米佐拉姆邦恰姆派主办了首届世界佐米人大会（World Zomi Convention）。
1988年，8888民主運動后，佐米民族代表大会缅甸分支注册为一个政党。1992年，国家和平与发展委员会废除了该党并禁止该党从事一切政治活动。随后该党转入地下活动。
为2012年缅甸议会补选做准备的缅甸政府因新的命名限制准许该党在党名中删去“民族”后重新运作。该党于2012年正式在联邦选举委员会中注册为现名。